# Kiss (Marilyn Monroe)
Pour les articles homonymes, voir Kiss.
Clip vidéo
[vidéo] « Marilyn Monroe - Kiss », sur YouTube
[vidéo] « The Starlighters (Twentieth Century-Fox Studio Orchestra) - Kiss », sur YouTube
[vidéo] « Extrait du film Niagara - Marilyn Monroe - Kiss », sur YouTube
Kiss (baiser, en anglais) est une chanson d'amour américaine, de Marilyn Monroe, composée par Lionel Newman et Sol Kaplan, et écrite par Haven Gillespie, pour la musique du film Niagara, de la Twentieth Century Fox, de 1953.

## Histoire

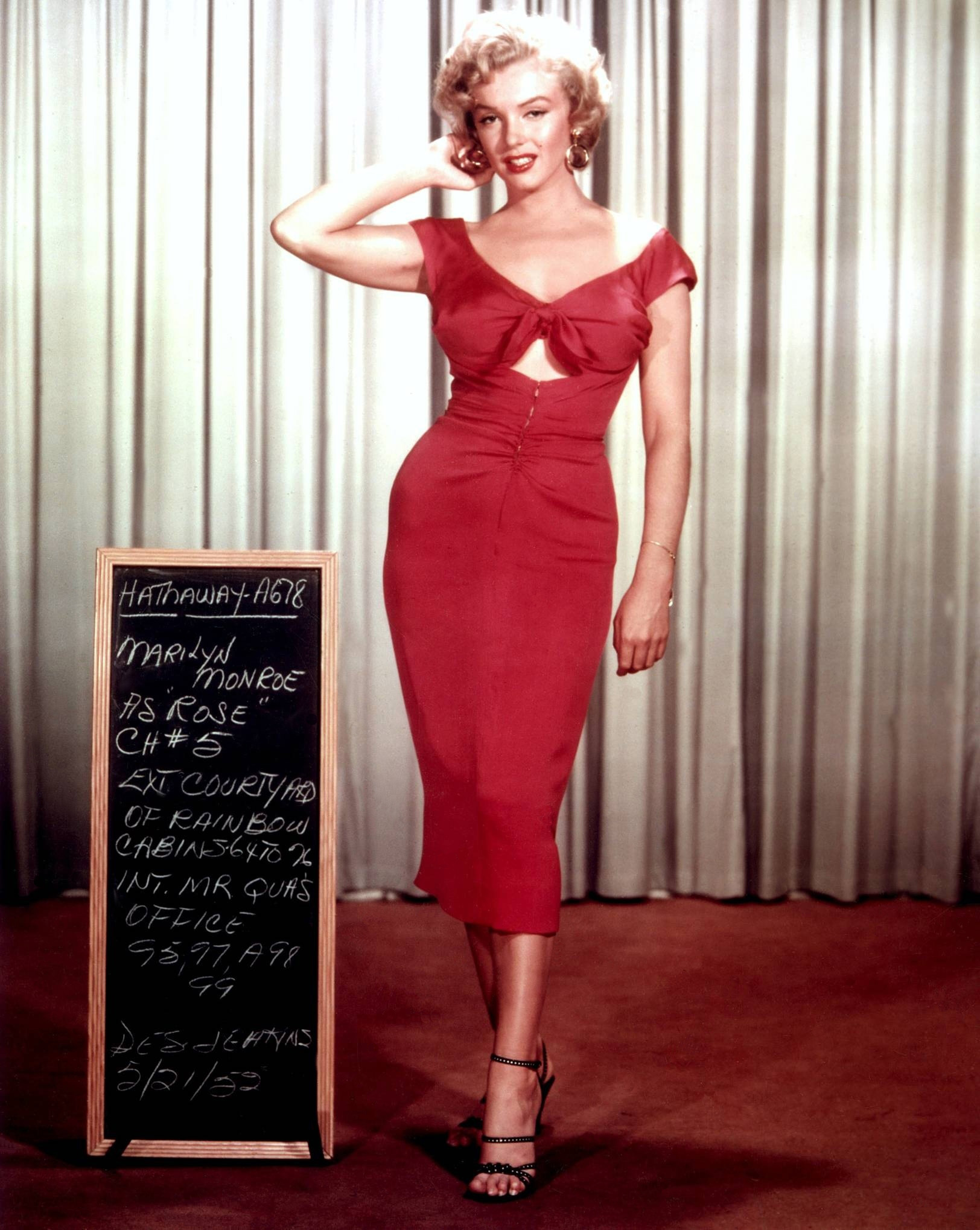
Marilyn Monroe, dans le film Niagara, en 1953

Marilyn Monroe interprète le premier rôle à succès, sombre et tragique, de ce film policier, Rose Loomis, une femme fatale qui souhaite faire assassiner son mari George, par son amant Patrick. Le mari assassine finalement l'amant, puis sa femme, avant de se laisser emporter par les chutes du Niagara,,. Elle interprète cette chanson dans le film en accompagnant son disque de jazz préféré « Kiss » des The Starlighters (en) (orchestre des studios de la Twentieth Century Fox) « Embrasse, embrasse-moi mon chéri, puis embrasse-moi encore, donne vie à mes rêves, embrasse-moi, prends-moi, tiens-moi, rends-moi folle... »,.

## Reprises
Cette chanson enregistrée par Marilyn Monroe avec The Starlighters (en) (orchestre des studios de la Twentieth Century Fox) est éditée dans de nombreuses compilations des chansons de sa carrière.

## Comédie musicale et cinéma
- 1953 : Niagara, d'Henry Hathaway.